# The Hungover Games
The Hungover Games é um filme de paródia de 2014, dirigido por Josh Stolberg. O filme é uma paródia de The Hangover, The Hunger Games Ted, X-Men e Thor.

## Enredo
O filme é uma paródia de vários filmes de Hollywood e começa como quatro amigos de sair para uma despedida de solteiro para seu amigo Doug, que vai se casar com um homem chamado Tracey . Eles decidem ter uma noite tranquila e moderada em um motel casino , nos arredores de Las Vegas. Eles colocaram o seu amigo Zach em uma camisa de força e cone para garantir que ele não se droga -los e beber cerveja sem álcool . No entanto, quando eles acordam na manhã seguinte, eles descobrem que estão em uma sala estranha repleta de festa e sexo brinquedos e perceber que Doug é, novamente, faltando. Uma mulher chamada " Effing " entra e Zach reconhece-a como um remake de Effie Trinket . Quando Ed tenta sair e abrir a porta apenas para perceber que eles estão em um trem , Zach percebe que eles estão nos Jogos Vorazes , ou como Effing chama de os "Jogos Hungover ", uma luta até a morte em uma arena entre os vários distritos de Hollywood . Os três assistir a um vídeo no telefone de Zach e percebeu que Doug eo trio ofereceu como tributo a noite anterior em seu estado de embriaguez . Os três percebem que terão que lutar nos jogos para encontrar Doug e levá-lo de volta para seu casamento no tempo.

## Elenco
- Ross Nathan como Bradley
- Sam Pancake como Tracey
- Ben Begley como Ed
- Herbert Russell como Zach
- John Livingston como  Doug
- Tara Reid como Effing White
- Bruce Jenner como Skip Bayflick
- Hank Baskett como Stephen A. Templesmith
- Steve Sobel como Kaptain Kazakhstan
- Jamie Kennedy como Justmitch
- Chanel Gaines como Boo
- Rita Volk como Katnip Everlean

## Paródias
- The Hangover
- The Hunger Games
- Ted
- Avatar
- Carrie
- Harry Potter
- X-Men
- Thor
- Personagens de Johnny Depp